# K-AWARD
K-AWARD（ケー-アワード）は、日本のプロレス団体であるKAIENTAI DOJOの賞及び、その表彰を兼ねた興行である。

## 概要
- 年末最終興行として開催され2004年から続いている。
- 事前にファン投票によって決められた各賞の受賞者が発表され、各年間における最優秀選手賞・最高試合賞（シングル・タッグ）・新人賞・ベストパフォーマンス賞の表彰を行う。
- 試合も数試合行われ、2004年度は「K-SURVIORトーナメント」の決勝戦があり柏組が優勝した。
- 2005年の興行後には人気イベントである「TAKAパニック」も開催された。
- 2006年の興行後に「TAKAパニック」開催、同席上にてみちのくブラザーズの解散が発表された。
- 2008年の功労賞は長年ちゃんこ鍋を提供して、同年9月に引退した石坂鉄平に送られた。

## 各賞の受賞者

### 2004年
|                                  | 選手名                                                                                       |
| 年間最優秀選手賞                 | Hi69                                                                                         |
| 年間最高試合賞シングルマッチ部門 | 9月11日 STRONGEST-K&世界Jr.選手権試合 Hi69（STRONGEST-K王者） VS カズ・ハヤシ（世界Jr.王者） |
| 年間最高試合賞タッグマッチ部門   | 9月11日 真霜拳號&十島くにお VS ヒート&田口隆祐                                               |
| 新人賞                           | 火野裕士                                                                                     |
| ベストパフォーマンス賞           | 柏組                                                                                         |

### 2005年
|                                  | 選手名                                                                                           |
| 年間最優秀選手賞                 | TAKAみちのく                                                                                     |
| 年間最高試合賞シングルマッチ部門 | 1月10日 STRONGEST-K&世界Jr.選手権試合 TAKAみちのく（挑戦者） VS カズ・ハヤシ（両王者）           |
| 年間最高試合賞タッグマッチ部門   | 10月9日 STRONGEST-K TAG選手権試合 真霜拳號&KAZMA（王者組） VS アップルみゆき&YOSHIYA（挑戦者組） |
| 新人賞                           | 小幡優作                                                                                         |
| ベストパフォーマンス賞           | JOE                                                                                              |

### 2006年
|                                  | 選手名                                                                                     |
| 年間最優秀選手賞                 | 真霜拳號                                                                                   |
| 年間最高試合賞シングルマッチ部門 | 10月9日 CHAMPION OF STRONGEST-K選手権試合 JOE（王者） VS 真霜拳號（挑戦者）                |
| 年間最高試合賞タッグマッチ部門   | 12月10日 STRONGEST-K TAG選手権試合 JOE&ヤス・ウラノ（王者組） VS 真霜拳號&円華（挑戦者組） |
| ベストパフォーマンス賞           | JOE                                                                                        |

### 2007年
|                                  | 選手名                                                                                                |
| 年間最優秀選手賞                 | 真霜拳號                                                                                              |
| 年間最高試合賞シングルマッチ部門 | 9月4日 CHAMPION OF STRONGEST-K選手権試合 真霜拳號（王者） VS TAKAみちのく（挑戦者）                   |
| 年間最高試合賞タッグマッチ部門   | 12月1日 IWGPジュニアタッグ選手権試合 TAKAみちのく&ディック東郷（王者組） VS 円華&飯伏幸太（挑戦者組） |
| 新人賞                           | 滝澤大志                                                                                              |
| ベストパフォーマンス賞           | 房総ボーイ雷斗                                                                                        |

### 2008年
|                                  | 選手名                                                                                    |
| 年間最優秀選手賞                 | 真霜拳號、大石真翔                                                                        |
| 年間最高試合賞シングルマッチ部門 | 8月9日 CHAMPION OF STRONGEST-K選手権試合 火野裕士（王者） VS 真霜拳號（挑戦者）           |
| 年間最高試合賞タッグマッチ部門   | 8月9日 STRONGEST-K TAG選手権試合 KAZMA&MIYAWAKI（王者組） VS TAKAみちのく&JOE（挑戦者組） |
| ベストパフォーマンス賞           | 大石真翔                                                                                  |
| 功労賞                           | 石坂鉄平                                                                                  |

### 2009年
|                                  | 選手名                                                                                          |
| 年間最優秀選手賞                 | 旭志織                                                                                          |
| 年間最高試合賞シングルマッチ部門 | 1月31日 インディペント･ワールド･ジュニアヘビー級選手権試合 大石真翔（王者） VS 旭志織（挑戦者） |
| 年間最高試合賞タッグマッチ部門   | 8月9日 STRONGEST-K TAG選手権試合 大石真翔&旭志織（王者組） VS YOSHIYA&GENTARO（挑戦者組）       |
| ベストパフォーマンス賞           | 梶トマト                                                                                        |

### 2010年
|                                  | 選手名                                                                                       |
| 年間最優秀選手賞                 | 火野裕士                                                                                     |
| 年間最高試合賞シングルマッチ部門 | 8月15日 CHAMPION OF STRONGEST-K選手権試合 KAZMA（王者） VS 火野裕士（挑戦者）                |
| 年間最高試合賞タッグマッチ部門   | 8月15日 STRONGEST-K TAG選手権試合 梶トマト&滝澤大志（王者組） VS HIROKI&真霜拳號（挑戦者組） |
| ベストパフォーマンス賞           | 梶トマト                                                                                     |

### 2011年
|                                  | 選手名 |
| 年間最優秀選手賞                 | 真霜拳號 |
| 年間最高試合賞シングルマッチ部門 | 6月18日 CHAMPION OF STRONGEST-K選手権試合 火野裕士（王者） VS 真霜拳號（挑戦者）                            |
| 年間最高試合賞タッグマッチ部門   | 4月17日 IWGPジュニアタッグ選手権試合 プリンス・デヴィット&田口隆祐（王者組） VS 旭志織&大石真翔（挑戦者組） |
| ベストチーム賞                   | 真霜拳號&関根龍一                                                                                           |
| ベストパフォーマンス賞           | 関根龍一 |

### 2012年
|                                  | 選手名                                                                                            |
| 年間最優秀選手賞                 | 火野裕士                                                                                          |
| 年間最高試合賞シングルマッチ部門 | 11月13日 CHAMPION OF STRONGEST-K選手権試合 関本大介（王者） VS 火野裕士（挑戦者）                 |
| 年間最高試合賞タッグマッチ部門   | 7月8日 STRONGEST-K TAG選手権試合 旭志織&ヒロ・トウナイ（王者組） VS 真霜拳號&関根龍一（挑戦者組） |
| 新人賞                           | タンク永井                                                                                        |

### 2013年
|                                  | 選手名 |
| 年間最優秀選手賞                 | 真霜拳號                                                                                                  |
| 年間最高試合賞シングルマッチ部門 | 7月15日 火野裕士 VS 真霜拳號                                                                              |
| 年間最高試合賞タッグマッチ部門   | 11月10日 STRONGEST-K TAG選手権試合 真霜拳號&KAZMA SAKAMOTO（王者組） VS TAKAみちのく&梶トマト（挑戦者組） |
| ベストパフォーマンス賞           | タンク永井                                                                                                |

### 2014年
|                                  | 選手名                                                                                    |
| 年間最優秀選手賞                 | 真霜拳號                                                                                  |
| 年間最高試合賞シングルマッチ部門 | 11月3日 CHAMPION OF STRONGEST-K選手権試合 真霜拳號（王者） VS ヒロ・トウナイ（挑戦者）    |
| 年間最高試合賞タッグマッチ部門   | 11月3日 STRONGEST-K TAG選手権試合 火野裕士&Hi69（王者組） VS 梶トマト&旭志織 （挑戦者組） |
| ベストパフォーマンス賞           | 梶トマト                                                                                  |

### 2015年
|                                  | 選手名                                                                                                |
| 年間最優秀選手賞                 | タンク永井                                                                                            |
| 年間最高試合賞シングルマッチ部門 | 2月22日 CHAMPION OF STRONGEST-K選手権試合 真霜拳號（王者） VS 火野裕士（挑戦者）                      |
| 年間最高試合賞タッグマッチ部門   | 11月1日 STRONGEST-K TAG選手権試合 真霜拳號&佐藤悠己（王者組） VS 吉野コータロー&滝澤大志 （挑戦者組） |
| ベストパフォーマンス賞           | 梶トマト                                                                                              |
| 新人賞                           | 吉野コータロー                                                                                        |